# Tguma
Der Tguma ⓘ ist ein Gipfel östlich von Safien und westlich von Thusis im Kanton Graubünden in der Schweiz mit einer Höhe von 2163 m ü. M. Er gehört zum Heinzenberggrat. Von der Heinzenbergseite zeigt er sich unscheinbar als Grashügel, von der Safientalseite ist er felsig und steiler. Durch die Nähe zu den Skigebieten Tschappina Heinzenberg und Sarn-Heinzenberg ist der Tguma ein beliebter, einfach zu erreichender Skitourenberg.

## Lage und Umgebung
Der Tguma gehört zum Heinzenberggrat, einer Untergruppe der Adula-Alpen. Auf dem Gipfel treffen sich die Gemeindegrenzen zwischen Safien und den Fraktionen Sarn und Portein, welche zur Gemeinde Cazis gehören. Der Tguma wird im Osten durch den Heinzenberg und im Westen durch das Safiental eingefasst.
Zu den Nachbargipfeln gehören die Präzer Höhi und der Lüschgrat.
Talorte sind Safien, Flerden und Sarn. Häufige Ausgangspunkte sind der Glaspass und die Lüschalp.

## Namensherkunft
Tguma entspricht dem surselvischen Wort cauma und bedeutet Rastplatz für das Vieh am Mittag. Das Wort stammt vom griechischen Wort cauma für Sonnenhitze ab.

## Heinzenberger Gratwanderung

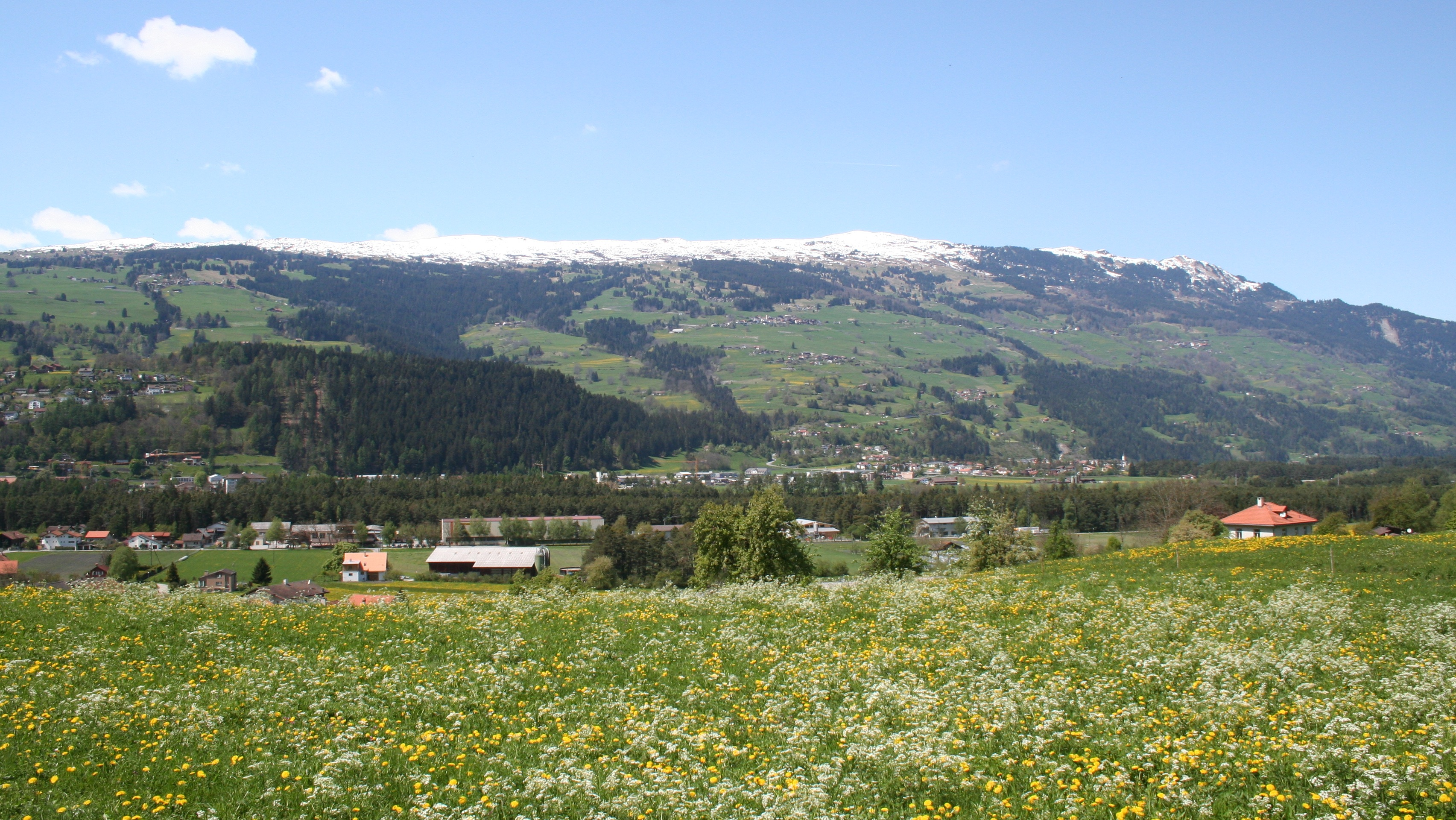
Heinzenberg

Die Heinzenberger Gratwanderung ist eine aussichts- und abwechslungsreiche Tageswanderung über den Heinzenberger Grat. Sie bietet einen grossartigen Panoramarundblick ins Safiental, ins Domleschg, ins Albulatal und auf die umliegende Bergwelt.

### Kleine Gratwanderung
- Ausgangspunkt: Obertschappina (1577 m)
- Ziel: Präz (1170 m)
- Route: Obertschappina - Ober Gmeind (1813 m) - Lüsch (1974 m) - Bischolpass (1999 m) - Tguma (2163 m) - Präzer Höhi (2119 m) - Alp Gronda (1883 m) - Präz
- Schwierigkeit: T2, als Wanderweg weiss-rot-weiss markiert
- Dauer: 5 h

### Ausgedehnte Gratwanderung
- Ausgangspunkt: Glaspass (1831 m)
- Ziel: Bonaduz (662 m)
- Route: Glaspass - Glaser Grat (2124 m) - P.1989 - Lüschgrat (2178 m) - Bischolpass (1999 m) - Tguma (2163 m) - Präzer Höhi (2119 m) - Crest dil Cut (2015 m) - Crest Ault (1942 m) - Alp Sura (1771 m) - Alp Sut (1506 m) - Scardanal (1131 m) - P.692 - Bonaduz
- Schwierigkeit: T3, meist als Wanderweg weiss-rot-weiss markiert
- Dauer: 8 h

## Routen zum Gipfel

### Sommerrouten

#### Vom Glaspass
- Ausgangspunkt: Glaspass (1831 m)
- Via: Bruchalp, Lüsch (1974 m), Bischolpass (1999 m)
- Als Wanderweg weiss-rot-weiss markiert
- Schwierigkeit: T2
- Zeitaufwand: 2 Stunden vom Glaspass, 1 Stunde von Lüsch oder ¾ Stunden vom Bischolpass
- Alternative 1: Vom Glaspass nach Lüsch über den Glaser Grat (+½ Stunde)
- Alternative 2: Von der Bruchalp nach Bischolpass über den Lüschgrat (+¾ Stunden)

#### Vom Safiental über den Südgrat
- Ausgangspunkt: Safien Platz (1296 m) oder Safien Neukirch (1292 m)
- Via: Von Safien Platz zum Glaspass bzw. von Safien Neukirch zum Bischolpass und dann gemäss Route vom Glaspass
- Als Wanderweg weiss-rot-weiss markiert
- Schwierigkeit: T2
- Zeitaufwand: 3½ Stunden von Safien Platz oder 3½ Stunden von Safien Neukirch

#### Von Obertschappina über den Südgrat
- Ausgangspunkt: Obertschappina (1577 m)
- Via: Ober Gmeind (1813 m), Lüsch und dann gemäss Route vom Glaspass
- Als Wanderweg weiss-rot-weiss markiert
- Schwierigkeit: T2
- Zeitaufwand: 2 Stunden von Obertschappina oder 1½ Stunden von Ober Gmeind

#### Über den Osthang
- Ausgangspunkt: Oberurmein (1579 m), Flerden (1231 m) oder Sarn (1178 m)
- Als Wanderweg weiss-rot-weiss markiert
- Schwierigkeit: T2
- Zeitaufwand: 2 Stunden von Oberurmein, 3 Stunden von Flerden oder 3 Stunden von Sarn

#### Über den Nordgrat
- Ausgangspunkt: Präzer Höhi (2220 m)
- Als Wanderweg weiss-rot-weiss markiert
- Schwierigkeit: T2
- Zeitaufwand: 1 Stunde

#### Vom Safiental über den Nordgrat
- Ausgangspunkt: Under Egschi (1154 m)
- Als Wanderweg weiss-rot-weiss markiert
- Schwierigkeit: T3
- Zeitaufwand: 3¾ Stunden

### Winterrouten

#### Vom Skigebiet Tschappina Heinzenberg
- Ausgangspunkt: Bergstation Rascheins (1910 m)
- Route: Bischolpass
- Schwierigkeit: WS-
- Zeitaufwand: 1 Stunde

#### Vom Skigebiet Sarn-Heinzenberg
- Ausgangspunkt: Bergstation Sarner Höhi
- Via: Parsiras  (1822 m)
- Schwierigkeit: WS-
- Zeitaufwand: 1 Stunde von Parsiras

## Galerie

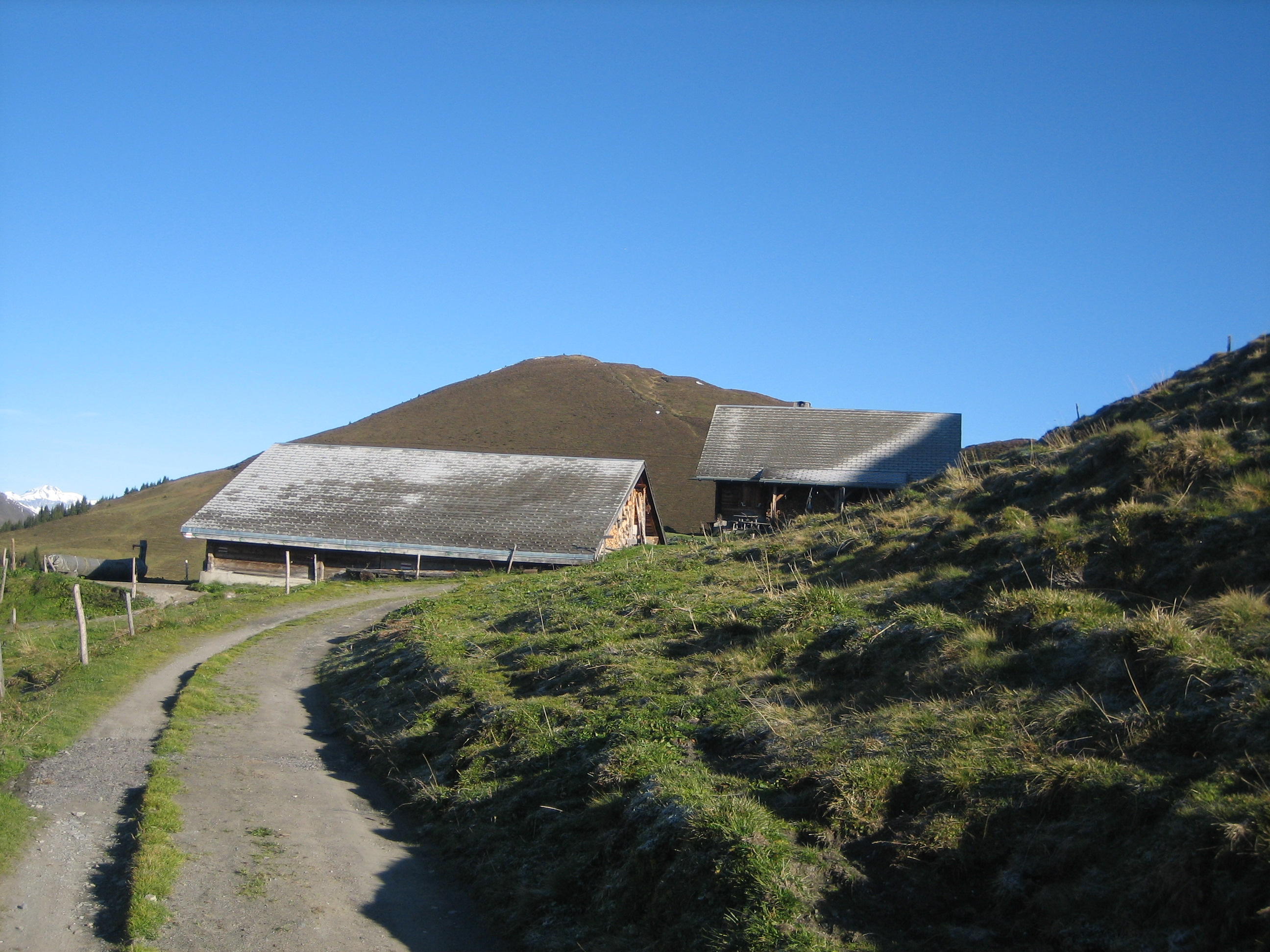
Tguma von Süden, mit Alp Bischola im Vordergrund
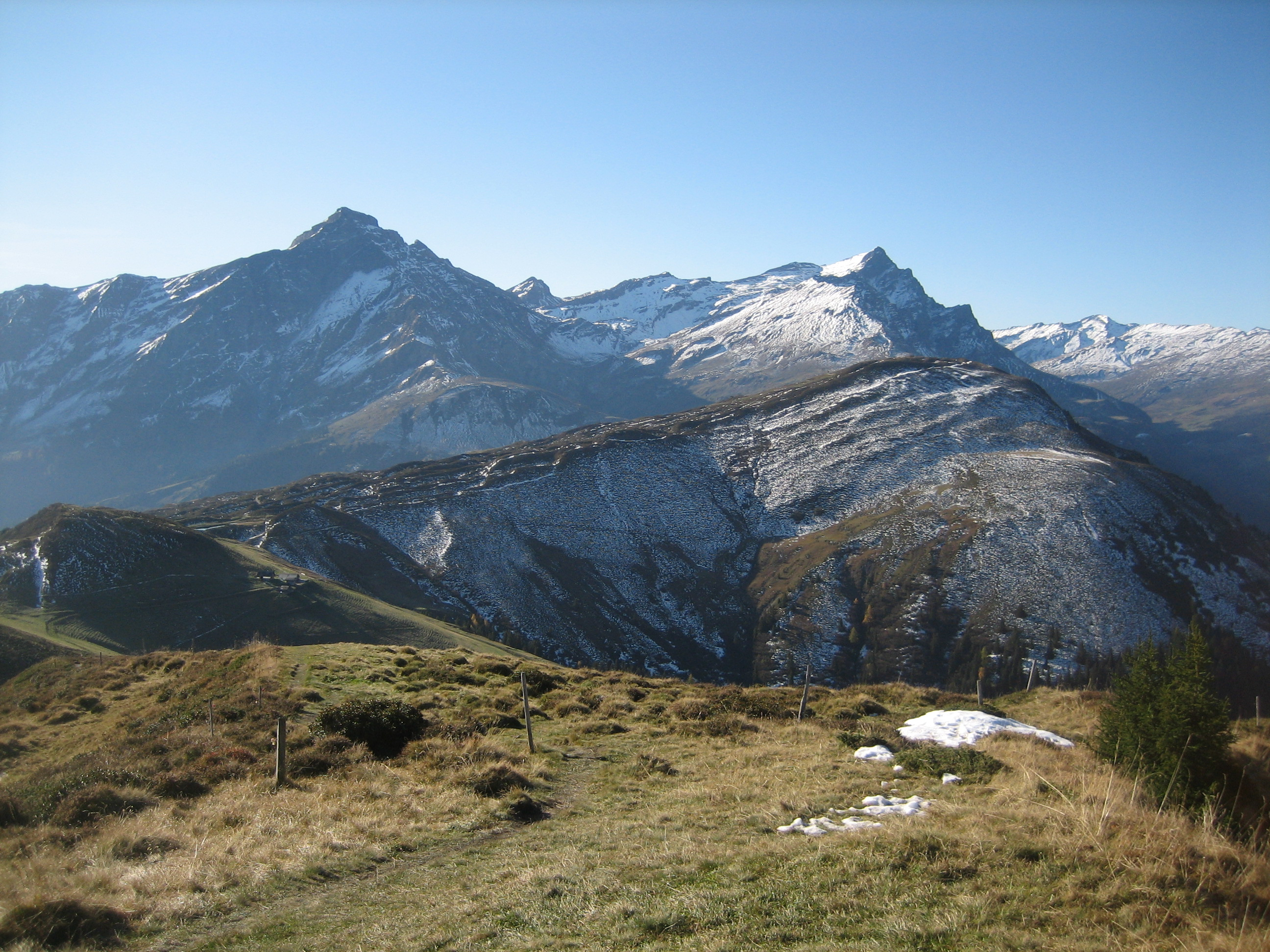
Sicht auf Piz Beverin, Bruschghorn (vlnr) und Lüschgrat im Vordergrund
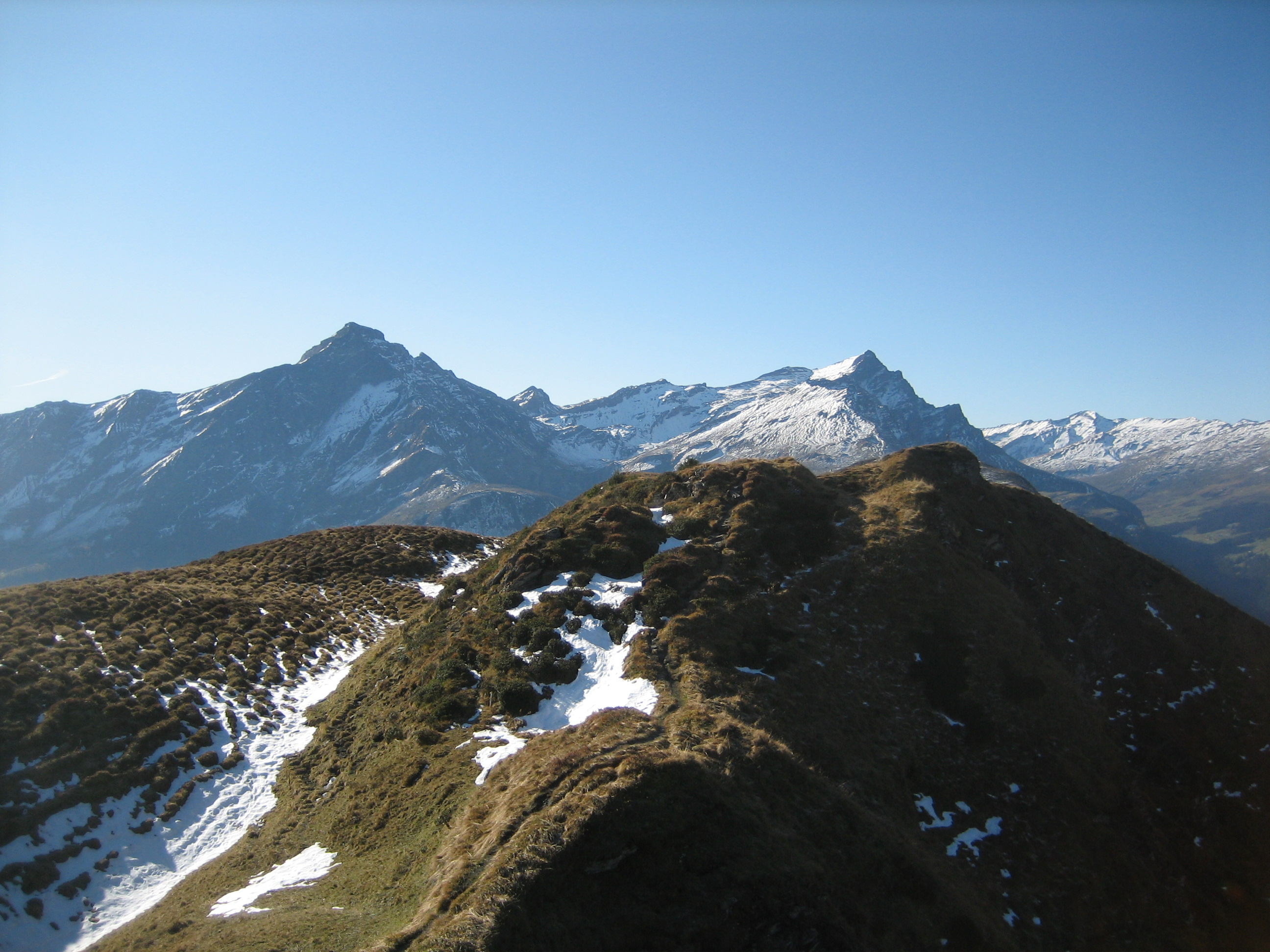
Tguma von Norden
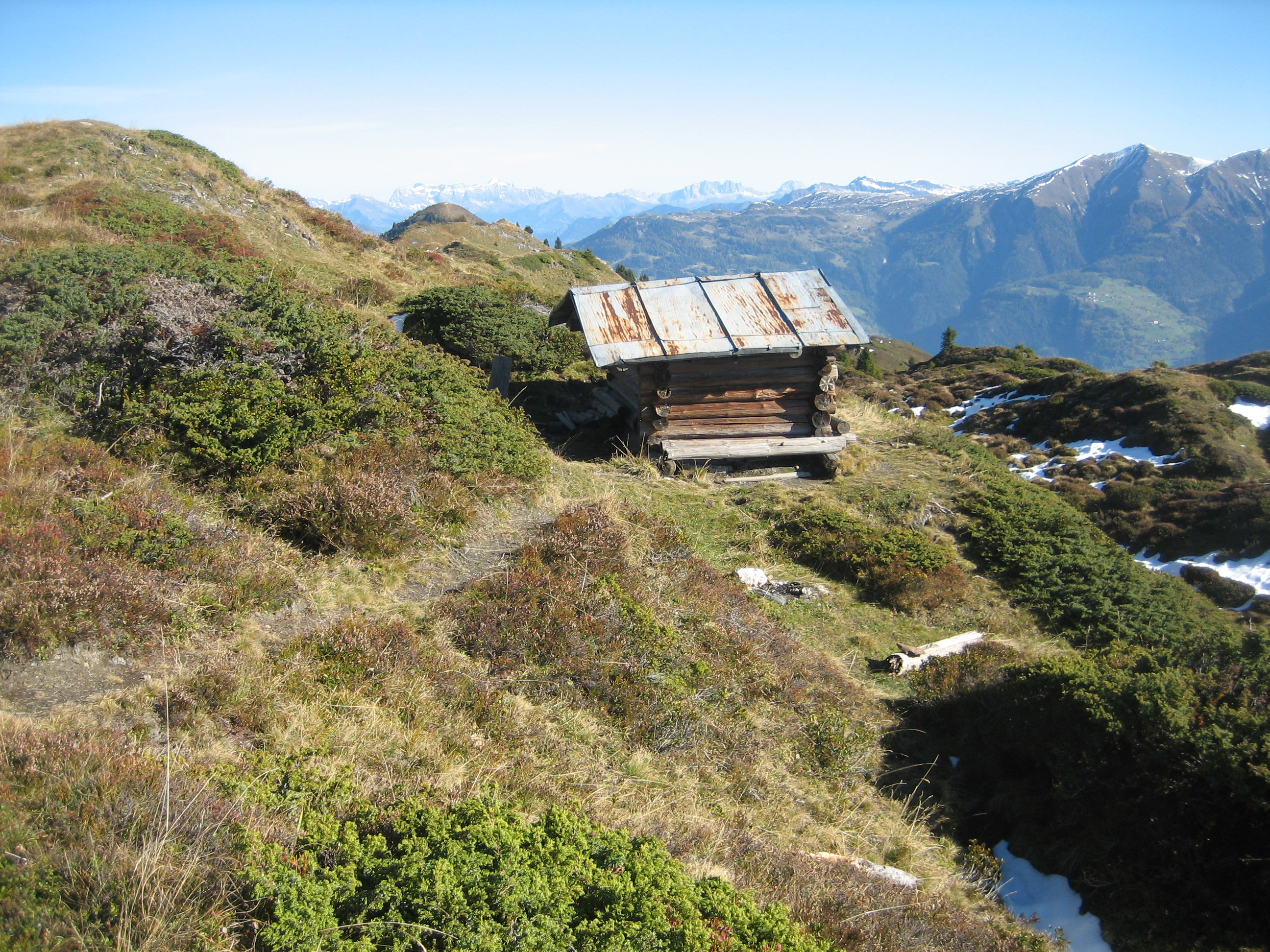
Hütte ca. 1 km nördlich des Gipfels
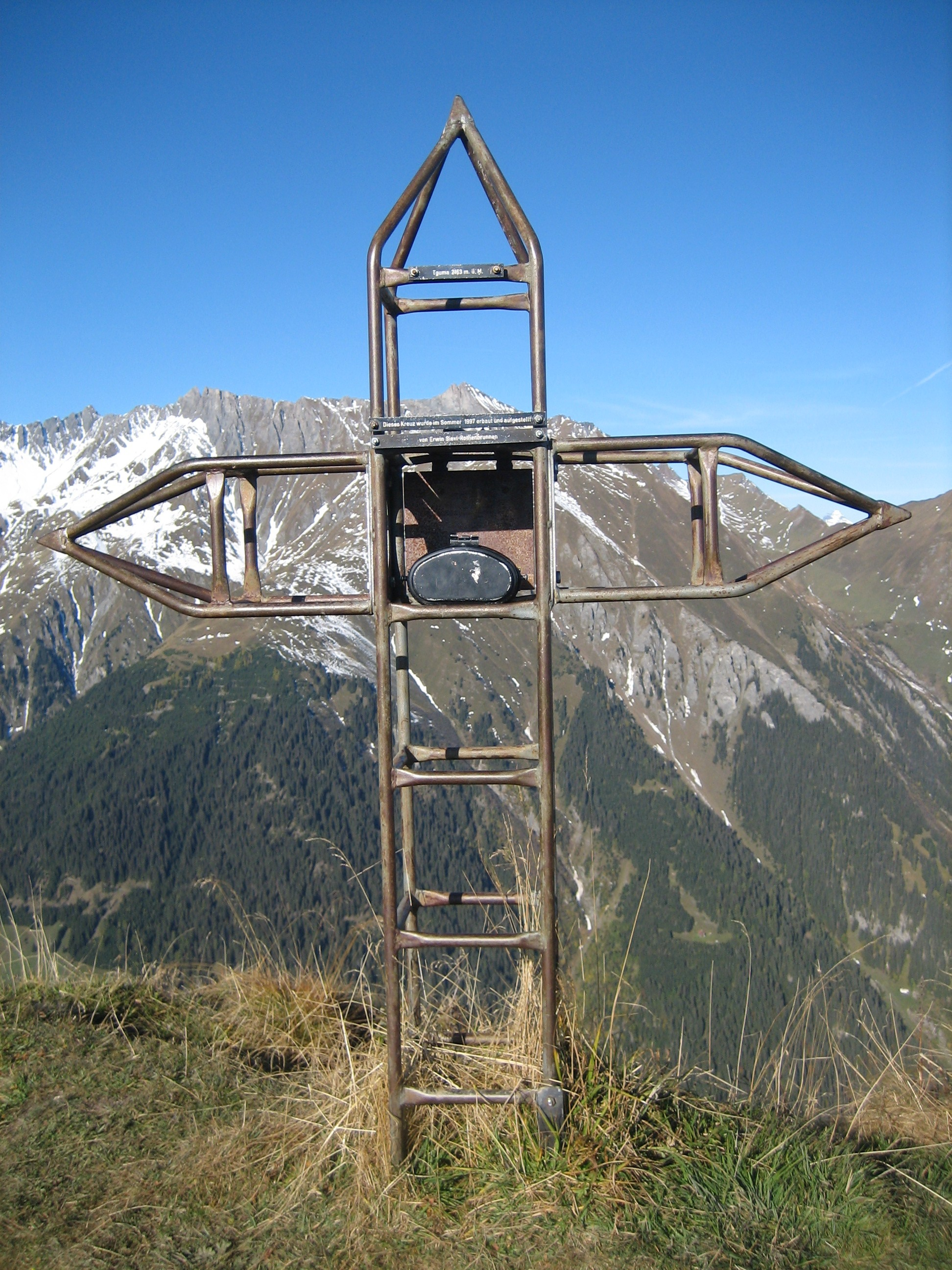
Gipfelkreuz
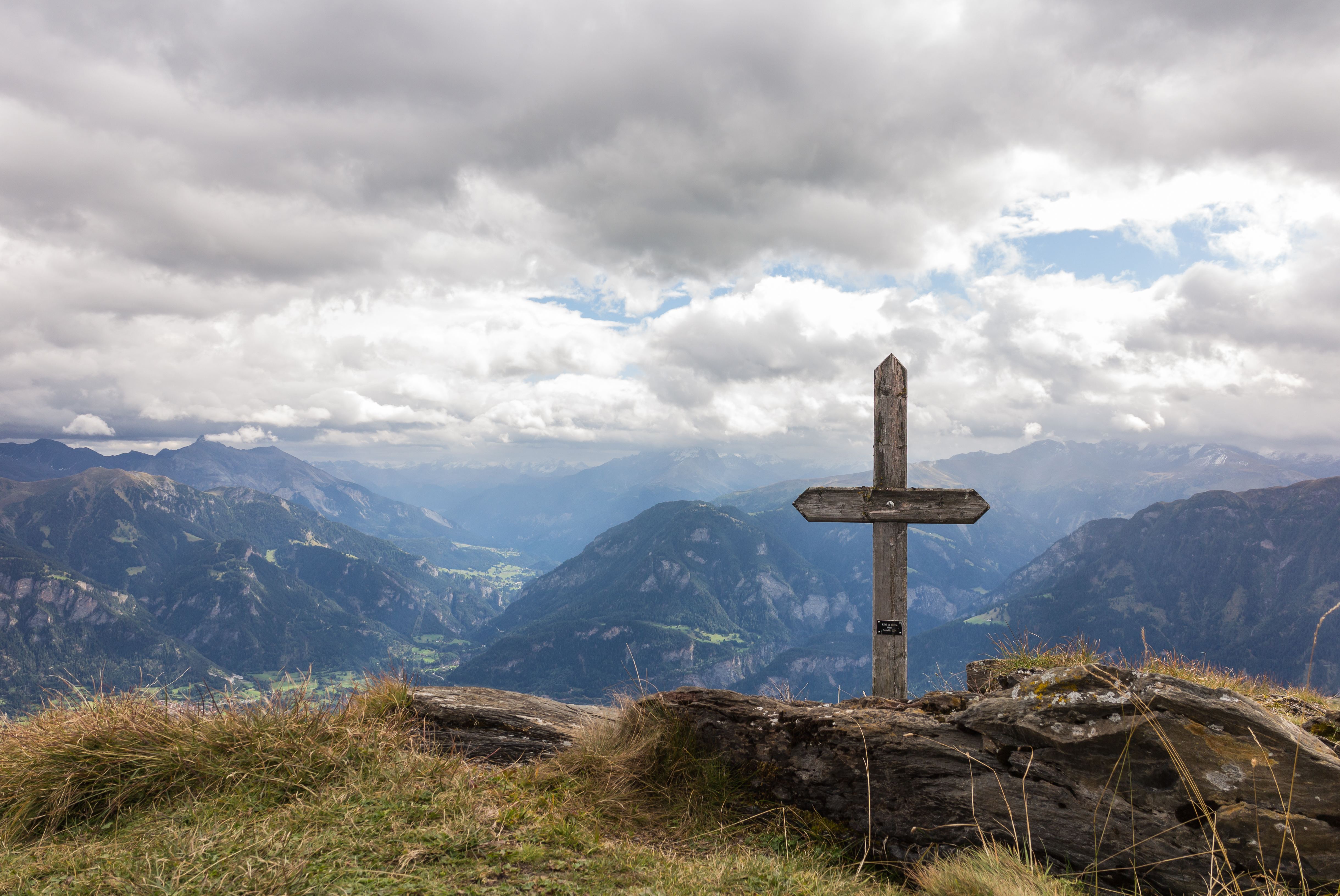
Holzkreuz auf dem Grat zwischen Tguma und Präzer Höhi